# Monika Herceg
Monika Herceg (n. 19 octombrie 1990) este o poetă, dramaturgă, editoare, feministă și activistă din micul sat Pecki de lângă Petrinja, Croația. A fost distinsă cu mai multe premii pentru literatură. Este cunoscută pentru că este o tânără poetă proeminentă a noii generații și cea mai premiată tânără autoare din istoria croată recentă, numită uneori și „senzație literară”. Ea explorează subiecte ca sărăcia, violența domestică, imigrația și inegalitățile de clasă și de gen.

## Biografie
Monika Herceg a crescut în micul sat Pecki, de lângă Petrinja. A studiat fizica, mai întâi la Universitatea din Zagreb și apoi la Universitatea din Rijeka. În prezent, trăiește, lucrează ca editoare și crește doi copii în Zagreb.
„Nimeni dintre autorii noștri contemporani nu râde ca Monika Herceg; nici nu scrie poezii mai dureroase”, a scris Miljenko Jergović⁠(d), un romancier și eseist croat. Ultima afirmație este valabilă mai ales când vine vorba de colecția de poezie de debut a Monicăi Herceg Početne koordinate (Coordonate inițiale). Poeziile din această carte descriu viața femeilor din Croația rurală de-a lungul secolului al XX-lea, ale căror povești despre sărăcie și luptă sunt redate prin vocile membrilor familiei lui Herceg.
„Nu se găseau cărți în casa copilăriei, iar hârtia era folosită doar pentru a aprinde focul”, își amintește Monika. Cu toate acestea, în perioada în care a fost elevă în orașul croat Petrinja, profesorii i-au recunoscut repede talentul și au sprijinit-o deoarece familia ei nu a putut face acest lucru. Herceg a început să scrie poezie în timp ce a avut mai multe locuri de muncă prin care pentru să-și finanțeze studiile de fizică.

## Muncă și carieră
În 2017 a câștigat premiul Goran pentru cartea sa de debut Početne koordinate (Coordonate inițiale), acesta fiind cel mai important premiu pentru tinerii autori din Croația. Drept urmare, cartea a fost publicată în 2018 și, în continuare, a câștigat premiul Kvirin,   premiul Fran Galović, Slavić și premiul internațional Mostovi Struge.
Početne koordinate detaliază întoarcerea poetei la rădăcinile familiei sale și la primele amintiri timpurii, adesea traumatizante, care au bântuit-o de-a lungul vieții.
A doua ei carte, Lovostaj („Sezon închis”, ed. Jesenski i Turk, 2019), a fost și ea un succes: manuscrisul a câștigat premiul Na vrh jezika pentru cel mai bun volum de poezie inedit în 2018 și a fost publicat în 2019. A treia carte a ei, Vrijeme prije jezika (Timp înaintea limbajului) (ed. Fraktura, 2020), a câștigat premiul Zvonko Milković.
La nivel internațional, a câștigat premiul II al Concursului Internațional de Poezie de la Castello di Duino⁠(d), care a avut loc în Italia în 2016, iar în 2018, a primit premiul Podurile din Struga în cadrul festivalului Mostovi Struge din Macedonia de Nord pentru cel mai bun debut al unui tânăr autor. În 2021, a câștigat premiul Fierce Women (Femei înverșunate) pentru activismul ei.
Lucrările sale au fost traduse în peste cincisprezece limbi și au fost publicate de reviste cunoscute. Este membră a platformei online Versopolis, dedicată promovării tinerilor autori europeni. Cărțile sale de poezie în trei limbi au fost publicate în Lituania și Austria. O altă selecție a lucrărilor ei a fost publicată în limba franceză ca Ciel sous tension (Cerul în tensiune), de L'Ollave, în 2019.
Povestirile sale au fost, de asemenea, premiate cu mai multe premii regionale și naționale, precum premiul Biber și premiul Lapis Histriae.
Scenariul ei de dramă Gdje se kupuju nježnosti (De unde să cumperi tandrețe) a fost premiat de Teatrul Național Croat din Zagreb. Piesa ei a debutat pe scenă în 2021 și a fost un succes. Ea a fost premiată pentru alte scenarii de dramă și a primit, de asemenea, premiul Marin Držić, cel mai important premiu pentru scenarii de dramă din Croația, pentru drama sa Ubij se, tata (Sinucide-te, tată).
Ea este membră a Societății Scriitorilor din Croația și a comitetului editorial al revistei societății.

## Premii
- Premiul Goran 2017 pentru tineri poeți
- 2017 Castello di Duino
- Premiul Stevan Sremac 2017
- Premiul Kvirin 2018 pentru tinerii poeți
- Premiul Fran Galović⁠(d) 2018 pentru cea mai bună carte
- Premiul Slavić 2018 pentru cel mai bun debut
- Premiul Na vrh jezika (Pe vârful limbii) 2018
- Premiul internațional Mostovi Struge 2018 pentru cel mai bun debut
- Premiul Lapis Histrie 2019 pentru cea mai bună povestire
- Premiul Biber 2019 pentru cea mai bună povestire
- Premiul Zvonko Milković 2020 pentru cea mai bună carte
- Premiul Priče s Balkana 2020 pentru cel mai bun scenariu de dramă scurtă
- Premiul Teatrului Național din Zagreb 2020 pentru cel mai bun scenariu dramă
- Premiul Marin Držić pentru scenariul dramă 2021
- Premiul Teatrului Național din Mostar 2021 pentru cele mai bune scenarii de dramă
- Premiul Fierce Woman 2021
- Premiul Milo Bošković 2022

## Lucrări
- Početne koordinate („Coordonate inițiale”), Zagreb, 2018; SKUD Ivan Goran Kovačić și Beograd; Književna radionica Rašić, 2019.
- Lovostaj („Sezon închis”), Zagreb: Jesenski i Turk, 2019 și Beograd; Contrast, 2020.
- Vrijeme prije jezika („Timp înainte de limbaj”), Zagreb: Fraktura, 2020 și Beograd; Contrast, 2021.
- Gdje se kupuju nježnosti („De unde să cumpăr tandrețe”), scenariu de dramă, 2020
- Mrtve ne treba micati („Morții nu ar trebui mișcați”), scenariu de dramă scurt, 2020
- Ubij se, tata („Sinucide-te, tată”), scenariu de dramă, 2020
- Zakopana čuda („Minuni îngropate”), scenariu de dramă, 2020

### Traduceri
- Ciel sous tension, trad. Martina Kramer, Paris: L'Ollave, 2019.
- Monika Herceg, Poetinis Druskininku ruduo, Vilnius: 2019.
- Wo Lyrik zuhause ist, trad. Jelena Dabić Austria, 2020. [14]
- Početni koordinati, trad. Đoko Zdraveski, PNV, Skopje, 2020.
- Lovostoj, trad. Đoko Zdraveski, PNV, Skopje, 2021.
- Où les tendresses s'achètent-elles, Nicolas Raljević, Paris: Prozor Editions, 2021.[15]
- Initial Coordinates, USA, Sandorf Passage, 2022.[16]
- Початкові координати („Coordonate inițiale”), Krok Press, Ternopil, Galicia, Ucraina